# Éliminatoires de la zone Amérique du Nord, Amérique centrale et Caraïbes de la Coupe du monde de football 2026
Navigation
2022
Les éliminatoires de la zone Amérique du Nord, Amérique centrale et Caraïbes pour la Coupe du monde 2026 sont organisées dans le cadre de la Confédération de football de l'Amérique du Nord, Amérique centrale et Caraïbes (CONCACAF) et concerneront trente-deux sélections nationales pour six ou huit places qualificatives. Trois de ces places sont déjà attribuées au Canada, aux États-Unis et au Mexique, qualifiés d'office pour la phase finale en tant que pays hôtes de la Coupe du monde 2026. 

Europe • Afrique • Amérique du Nord, Amérique centrale et Caraïbes
Amérique du Sud • Asie • Océanie

## Équipes engagées
Sur les 35 associations membres de la CONCACAF affiliées à la FIFA, 32 prennent part à ces éliminatoires, les trois qualifiés d'office n'étant pas concernés.
- Anguilla
- Antigua-et-Barbuda
- Aruba
- Bahamas
- Barbade
- Belize
- Bermudes
- Îles Caïmans
- Costa Rica
- Cuba
- Curaçao
- Dominique
- Grenade
- Guatemala
- Guyana
- Haïti
- Honduras
- Îles Vierges britanniques
- Îles Vierges des États-Unis
- Jamaïque
- Montserrat
- Nicaragua
- Panama
- Porto Rico
- République dominicaine
- Saint-Christophe-et-Niévès
- Saint-Vincent-et-les-Grenadines
- Sainte-Lucie
- Salvador
- Suriname
- Trinité-et-Tobago
- Îles Turques-et-Caïques

## Format
La CONCACAF a annoncé le 28 février 2023 le format restructuré des éliminatoires de la Coupe du monde de la FIFA 2026. 
- Premier tour : Les quatre équipes les plus faibles, classées 29 à 32 de la zone CONCACAF selon le classement FIFA de novembre 2023, s'affrontent en matchs aller-retour à élimination directe. Les deux vainqueurs accèdent au second tour.
- Deuxième tour : 30 équipes, comprenant les équipes restantes de la CONCACAF (classées de la 1er à la 28e place de la zone suivant le classement FIFA de novembre 2023) et les deux vainqueurs du premier tour, sont réparties en six groupes de cinq. Chaque équipe au sein d'un groupe affronte une fois ses adversaires (deux matchs à domicile et deux à l'extérieur). Les deux premiers de chaque groupe se qualifient pour le troisième tour.
- Troisième tour : Les douze équipes encore en lice sont réparties en trois groupes de quatre équipes. Au sein de chaque groupe les équipes s'affrontent toutes à deux reprises (aller-retour). Les trois vainqueurs de groupe se qualifient pour la Coupe du monde. Les deux meilleurs deuxièmes (désignés par un classement comparatif) se qualifient pour les barrages intercontinentaux.

## Calendrier
| Tour           | Journée      | Dates               |
| -------------- | ------------ | ------------------- |
| Premier tour   | Match aller  | 18–26 mars 2024     |
| Premier tour   | Match retour | 18–26 mars 2024     |
| Second tour    | Fenêtre 1    | 3–11 juin 2024      |
| Second tour    | Fenêtre 2    | 2-10 juin 2025      |
| Troisième tour | Journée 1    | 1-9 septembre 2025  |
| Troisième tour | Journée 2    | 1-9 septembre 2025  |
| Troisième tour | Journée 3    | 6-14 octobre 2025   |
| Troisième tour | Journée 4    | 6-14 octobre 2025   |
| Troisième tour | Journée 5    | 10-18 novembre 2025 |
| Troisième tour | Journée 6    | 10-18 novembre 2025 |

### Tirage au sort
Le tirage est effectué le jeudi 26 janvier 2024. En vue de celui-ci, les équipes sont préalablement réparties dans 5 chapeaux en fonction de leur classement FIFA du mois de novembre 2023 ; voir tableau ci-dessous :
| Chapeau 1  | FIFA | Chapeau 2          | FIFA | Chapeau 3                  | FIFA | Chapeau 4                       | FIFA | Chapeau 5              | FIFA |
| Panama     | 41   | Curaçao            | 90   | Saint-Christophe-et-Niévès | 147  | Bermudes                        | 171  | Belize                 | 182  |
| Costa Rica | 52   | Trinité-et-Tobago  | 96   | République dominicaine     | 151  | Saint-Vincent-et-les-Grenadines | 173  | Aruba                  | 193  |
| Jamaïque   | 55   | Guatemala          | 108  | Guyana                     | 157  | Grenade                         | 174  | Îles Caïmans           | 197  |
| Honduras   | 76   | Nicaragua          | 134  | Porto Rico                 | 159  | Montserrat                      | 176  | Bahamas                | 202  |
| Salvador   | 78   | Antigua-et-Barbuda | 142  | Sainte-Lucie               | 167  | Barbade                         | 178  | Vainqueur 1er tour - 1 |      |
| Haïti      | 89   | Suriname           | 143  | Cuba                       | 169  | Dominique                       | 180  | Vainqueur 1er tour - 2 |      |

| 1er tour                    | FIFA |
| Îles Turques-et-Caïques     | 206  |
| Îles Vierges britanniques   | 207  |
| Îles Vierges des États-Unis | 208  |
| Anguilla                    | 209  |

## Premier tour
Les quatre dernières équipes du classement CONCACAF s'affrontent en match aller-retour lors du premier tour. Les Îles Turques-et-Caïques affrontent l'Anguilla tandis que les Îles Vierges britanniques affrontent les Îles Vierges des États-Unis,. Les matchs aller ont lieu le 22 mars 2024 et les matchs retour le 26 mars 2024.
| Équipe                      | Aller | Total             | Retour   | Équipe                    |
| --------------------------- | ----- | ----------------- | -------- | ------------------------- |
| Anguilla                    | 0 - 0 | 1 - 1 (4 - 3) tab | 1 - 1 ap | Îles Turques-et-Caïques   |
| Îles Vierges des États-Unis | 1 - 1 | 0 - 0 (2 - 4) tab | 0 - 0 ap | Îles Vierges britanniques |

## Deuxième tour

### Groupe A
| Rang | Équipe             | Pts | J | G | N | P | Bp | Bc | Diff |  | Résultats (▼ dom., ► ext.) |     |     |     |     |     |
| ---- | ------------------ | --- | - | - | - | - | -- | -- | ---- |  | -------------------------- | --- | --- | --- | --- | --- |
| 1    | Honduras           | 12  | 4 | 4 | 0 | 0 | 12 | 2  | +10  |  | Honduras                   |     |     | 3-1 |     | 2-0 |
| 2    | Bermudes           | 7   | 4 | 2 | 1 | 1 | 9  | 8  | +1   |  | Bermudes                   | 1-6 |     |     | 5-0 |     |
| 3    | Cuba               | 6   | 4 | 2 | 0 | 2 | 6  | 5  | +1   |  | Cuba                       |     | 1-2 |     | 3-0 |     |
| 4    | Îles Caïmans       | 3   | 4 | 1 | 0 | 3 | 1  | 9  | -8   |  | Îles Caïmans               | 0-1 |     |     |     | 1-0 |
| 5    | Antigua-et-Barbuda | 1   | 4 | 0 | 1 | 3 | 1  | 5  | -4   |  | Antigua-et-Barbuda         |     | 1-1 | 0-1 |     |     |

### Groupe B
| Rang | Équipe                     | Pts | J | G | N | P | Bp | Bc | Diff |  | Résultats (▼ dom., ► ext.) |     |     |     |     |     |
| ---- | -------------------------- | --- | - | - | - | - | -- | -- | ---- |  | -------------------------- | --- | --- | --- | --- | --- |
| 1    | Costa Rica                 | 12  | 4 | 4 | 0 | 0 | 17 | 1  | +16  |  | Costa Rica                 |     | 2-1 |     | 4-0 |     |
| 2    | Trinité-et-Tobago          | 7   | 4 | 2 | 1 | 1 | 16 | 7  | +9   |  | Trinité-et-Tobago          |     |     | 2-2 | 6-2 |     |
| 3    | Grenade                    | 7   | 4 | 2 | 1 | 1 | 11 | 7  | +4   |  | Grenade                    | 0-3 |     |     |     | 6-0 |
| 4    | Saint-Christophe-et-Niévès | 3   | 4 | 1 | 0 | 3 | 5  | 13 | -8   |  | Saint-Christophe-et-Niévès |     |     | 2-3 |     | 1-0 |
| 5    | Bahamas                    | 0   | 4 | 0 | 0 | 4 | 1  | 22 | -21  |  | Bahamas                    | 0-8 | 1-7 |     |     |     |

### Groupe C
| Rang | Équipe       | Pts | J | G | N | P | Bp | Bc | Diff |  | Résultats (▼ dom., ► ext.) |     |     |     |     |     |
| ---- | ------------ | --- | - | - | - | - | -- | -- | ---- |  | -------------------------- | --- | --- | --- | --- | --- |
| 1    | Curaçao      | 12  | 4 | 4 | 0 | 0 | 15 | 2  | +13  |  | Curaçao                    |     |     | 4-0 |     | 4-1 |
| 2    | Haïti        | 9   | 4 | 3 | 0 | 1 | 11 | 7  | +4   |  | Haïti                      | 1-5 |     | 2-1 |     |     |
| 3    | Sainte-Lucie | 4   | 4 | 1 | 1 | 2 | 5  | 9  | -4   |  | Sainte-Lucie               |     |     |     | 2-2 | 2-1 |
| 4    | Aruba        | 2   | 4 | 0 | 2 | 2 | 3  | 10 | -7   |  | Aruba                      | 0-2 | 0-5 |     |     |     |
| 5    | Barbade      | 1   | 4 | 0 | 1 | 3 | 4  | 10 | -6   |  | Barbade                    |     | 1-3 |     | 1-1 |     |

### Groupe D
| Rang | Équipe     | Pts | J | G | N | P | Bp | Bc | Diff |  | Résultats (▼ dom., ► ext.) |     |     |     |     |     |
| ---- | ---------- | --- | - | - | - | - | -- | -- | ---- |  | -------------------------- | --- | --- | --- | --- | --- |
| 1    | Panama     | 12  | 4 | 4 | 0 | 0 | 10 | 1  | +9   |  | Panama                     |     | 3-0 | 2-0 |     |     |
| 2    | Nicaragua  | 9   | 4 | 3 | 0 | 1 | 9  | 4  | +5   |  | Nicaragua                  |     |     | 1-0 | 4-1 |     |
| 3    | Guyana     | 6   | 4 | 2 | 0 | 2 | 6  | 4  | +2   |  | Guyana                     |     |     |     | 3-0 | 3-1 |
| 4    | Montserrat | 3   | 4 | 1 | 0 | 3 | 3  | 10 | -7   |  | Montserrat                 | 1-3 |     |     |     | 1-0 |
| 5    | Belize     | 0   | 4 | 0 | 0 | 4 | 1  | 10 | -9   |  | Belize                     | 0-2 | 0-4 |     |     |     |

### Groupe E
| Rang | Équipe                    | Pts | J | G | N | P | Bp | Bc | Diff |  | Résultats (▼ dom., ► ext.) |     |     |     |     |     |
| ---- | ------------------------- | --- | - | - | - | - | -- | -- | ---- |  | -------------------------- | --- | --- | --- | --- | --- |
| 1    | Jamaïque                  | 12  | 4 | 4 | 0 | 0 | 8  | 2  | +6   |  | Jamaïque                   |     | 3-0 | 1-0 |     |     |
| 2    | Guatemala                 | 9   | 4 | 3 | 0 | 1 | 13 | 5  | +8   |  | Guatemala                  |     |     | 4-2 | 6-0 |     |
| 3    | République dominicaine    | 6   | 4 | 2 | 0 | 2 | 11 | 5  | +6   |  | République dominicaine     |     |     |     | 5-0 | 4-0 |
| 4    | Dominique                 | 3   | 4 | 1 | 0 | 3 | 5  | 14 | -9   |  | Dominique                  | 2-3 |     |     |     | 3-0 |
| 5    | Îles Vierges britanniques | 0   | 4 | 0 | 0 | 4 | 0  | 11 | -11  |  | Îles Vierges britanniques  | 0-1 | 0-3 |     |     |     |

### Groupe F
| Rang | Équipe                          | Pts | J | G | N | P | Bp | Bc | Diff |  | Résultats (▼ dom., ► ext.)      |     |     |     |     |     |
| ---- | ------------------------------- | --- | - | - | - | - | -- | -- | ---- |  | ------------------------------- | --- | --- | --- | --- | --- |
| 1    | Suriname                        | 10  | 4 | 3 | 1 | 0 | 10 | 2  | +8   |  | Suriname                        |     |     | 1-0 | 4-1 |     |
| 2    | Salvador                        | 8   | 4 | 2 | 2 | 0 | 7  | 2  | +5   |  | Salvador                        | 1-1 |     | 0-0 |     |     |
| 3    | Porto Rico                      | 7   | 4 | 2 | 1 | 1 | 10 | 2  | +8   |  | Porto Rico                      |     |     |     | 2-1 | 8-0 |
| 4    | Saint-Vincent-et-les-Grenadines | 3   | 4 | 1 | 0 | 3 | 9  | 9  | 0    |  | Saint-Vincent-et-les-Grenadines |     | 1-3 |     |     | 6-0 |
| 5    | Anguilla                        | 0   | 4 | 0 | 0 | 4 | 0  | 21 | -21  |  | Anguilla                        | 0-4 | 0-3 |     |     |     |

## Troisième tour

### Groupe A
| Rang | Équipe    | Pts | J | G | N | P | Bp | Bc | Diff |  | Résultats (▼ dom., ► ext.) |   |   |   |   |
| ---- | --------- | --- | - | - | - | - | -- | -- | ---- |  | -------------------------- | - | - | - | - |
| 1    | Panama    | 0   | 0 | 0 | 0 | 0 | 0  | 0  | 0    |  | Panama                     |   | - | - | - |
| 2    | Salvador  | 0   | 0 | 0 | 0 | 0 | 0  | 0  | 0    |  | Salvador                   | - |   | - | - |
| 3    | Guatemala | 0   | 0 | 0 | 0 | 0 | 0  | 0  | 0    |  | Guatemala                  | - | - |   | - |
| 4    | Suriname  | 0   | 0 | 0 | 0 | 0 | 0  | 0  | 0    |  | Suriname                   | - | - | - |   |

### Groupe B
| Rang | Équipe            | Pts | J | G | N | P | Bp | Bc | Diff |  | Résultats (▼ dom., ► ext.) |   |   |   |   |
| ---- | ----------------- | --- | - | - | - | - | -- | -- | ---- |  | -------------------------- | - | - | - | - |
| 1    | Jamaïque          | 0   | 0 | 0 | 0 | 0 | 0  | 0  | 0    |  | Jamaïque                   |   | - | - | - |
| 2    | Curaçao           | 0   | 0 | 0 | 0 | 0 | 0  | 0  | 0    |  | Curaçao                    | - |   | - | - |
| 3    | Trinité-et-Tobago | 0   | 0 | 0 | 0 | 0 | 0  | 0  | 0    |  | Trinité-et-Tobago          | - | - |   | - |
| 4    | Bermudes          | 0   | 0 | 0 | 0 | 0 | 0  | 0  | 0    |  | Bermudes                   | - | - | - |   |

### Groupe C
| Rang | Équipe     | Pts | J | G | N | P | Bp | Bc | Diff |  | Résultats (▼ dom., ► ext.) |   |   |   |   |
| ---- | ---------- | --- | - | - | - | - | -- | -- | ---- |  | -------------------------- | - | - | - | - |
| 1    | Costa Rica | 0   | 0 | 0 | 0 | 0 | 0  | 0  | 0    |  | Costa Rica                 |   | - | - | - |
| 2    | Honduras   | 0   | 0 | 0 | 0 | 0 | 0  | 0  | 0    |  | Honduras                   | - |   | - | - |
| 3    | Haïti      | 0   | 0 | 0 | 0 | 0 | 0  | 0  | 0    |  | Haïti                      | - | - |   | - |
| 4    | Nicaragua  | 0   | 0 | 0 | 0 | 0 | 0  | 0  | 0    |  | Nicaragua                  | - | - | - |   |

### Classement comparatif des deuxièmes de groupe
| Rang | Équipe | Pts | J | G | N | P | Bp | Bc | Diff |
| ---- | ------ | --- | - | - | - | - | -- | -- | ---- |
| 1    |        | 0   | 0 | 0 | 0 | 0 | 0  | 0  | 0    |
| 2    |        | 0   | 0 | 0 | 0 | 0 | 0  | 0  | 0    |
| 3    |        | 0   | 0 | 0 | 0 | 0 | 0  | 0  | 0    |